# Liste des mammifères en Algérie
Voici la liste des espèces mammifères signalées en Algérie. Il y a 104 espèces de mammifères en Algérie, dont 3 en danger critique d'extinction, 2 en danger ; 10 sont vulnérables, 3 sont quasi menacées, une est éteinte et une est éteinte à l'état sauvage.

## Statuts de la liste rouge de l'UICN
Les statuts de conservation utilisés par la liste rouge de l'UICN mondiale sont :
| (EX) | Éteint                  | Il n'y a pas le moindre doute sur le fait que le dernier spécimen recensé est mort.                                                                   |
| (EW) | Éteint à l'état sauvage | L'espèce est connue uniquement en captivité ou en tant que population naturalisée bien en dehors de son ancienne aire de répartition.                 |
| (CR) | En danger critique      | L'espèce risque prochainement de s'éteindre à l'état sauvage.                                                                                         |
| (EN) | En danger               | L'espèce fait face à un très gros risque d'extinction à l'état sauvage.                                                                               |
| (VU) | Vulnérable              | L'espèce fait face à un gros risque d'extinction à l'état sauvage.                                                                                    |
| (NT) | Quasi menacé            | L'espèce ne satisfait pas un ou plusieurs des critères prévus qui permettraient de la catégoriser, mais pourrait risquer de s'éteindre dans le futur. |
| (LC) | Préoccupation mineure   | Il n'y a pas de risque identifiable pour l'espèce. |
| (DD) | Données insuffisantes   | Il n'y a pas d'information adéquate qui permettraient de faire une évaluation des risques pour cette espèce.                                          |
| (NE) | Non évalué              | L'espèce n'a pas encore été confrontée aux critères précédents, n'est pas reconnue par l'UICN ou bien s'est éteinte avant le XVIe siècle.             |

Certaines espèces ont été évaluées en utilisant un ensemble de critères plus anciens. Les espèces évaluées utilisant ce système ont ce qui suit à la place de Quasi menacé et Préoccupation mineure :
| LR/cd | Risque faible/dépendant de mesures de conservation | Espèce bénéficiant d'un programme de conservation continue et qui pourraient basculer dans une catégorie de risque plus élevée si ce programme s'arrêtait. |
| LR/nt | Risque faible/Quasi menacé                         | Espèces qui sont proches d'être classées en tant qu'espèce vulnérable mais qui ne sont pas l'objet de programmes de conservation.                          |
| LR/lc | Risque faible/Préoccupation mineure                | Espèces pour lesquelles il n'y a pas de risques identifiés.                                                                                                |

## Sous-classe:Theria

### Infra-classe:Eutheria

#### Ordre:Macroscelidea(macroscélididés ou Rats à trompe)
- Famille : Elephantulus
  - Elephanthus : Procavia
    - Macroscélide d'Afrique du Nord Elephantulus rozeti LC

#### Ordre:Hyracoidea(damans)
Les hyracoïdes est constitué de quatre espèces d'assez petits mammifères herbivores.
- Famille : Procaviidae
  - Genre : Heterohyrax
  - Genre : Procavia
    - Daman du Cap Procavia capensis LC

#### Ordre:Primates
L'ordre des primates contient toutes les espèces associées aux lémures, singes, et hominoïdes, avec cette dernières catégorie comprenant les humains. Il est divisé de manière informelle en trois groupes principaux : 
prosimiens, singes du Nouveau Monde, et singes du l'Ancien Monde.
- Sous-ordre : Haplorrhini
  - Infra-ordre : Simiiformes
    - Parvordre : Catarrhini (singes de l'Ancien Monde)
      - Super-famille : Cercopithecoidea
        - Famille : Cercopithecidae
          - Sous-famille : Cercopithecinae
            - Genre : Macaca
              - Macaque berbère Macaca sylvanus VU

#### Ordre:Rodentia(rongeurs)
Les rongeurs constituent l'ordre le plus important de mammifères, avec 40 % des espèces mammifères. Ils possèdent deux incisives à la mâchoire inférieure et à la mâchoire supérieure à croissance continue et doivent les user continuellement pour les garder courtes. La plupart des rongeurs sont petits même si le capybara peut peser 45 kg.
- Sous-ordre : Hystricomorpha
  - Famille : Hystricidae (porcs-épics de l'ancien monde)
    - Genre : Hystrix
      - Porc-épic à crête Hystrix cristata LC
- Sous-ordre : Sciurognathi
  - Famille : Sciuridae (écureuils)
    - Sous-famille :  Xerinae
      - Tribu : Xerini
        - Genre : Atlantoxerus
          - Écureuil de Barbarie Atlantoxerus getulus LC

  - Famille : Gliridae (lérots)
    - Sous-famille :  Leithiinae
      - Genre : Eliomys
        - Lérot Eliomys quercinus LC

  - Famille : Dipodidae (gerboises)
    - Sous-famille :  Dipodinae
      - Genre : Jaculus
        - Gerboise du désert Jaculus jaculus LC
        - Grande gerboise Jaculus orientalis LC

  - Famille : Muridae (souris, rats, campagnols, gerbilles, hamsters, etc.)
    - Sous-famille :  Deomyinae
      - Genre : Acomys

    - Sous-famille :  Gerbillinae
      - Genre : Dipodillus
        - Gerbille champêtre Dipodillus campestris LC

      - Genre : Gerbillus
        - Petite gerbille du sable Gerbillus gerbillus LC
        - Gerbille de Henley Gerbillus henleyi LC
        - Gerbille naine Gerbillus nanus LC
        - Gerbille de Simon Gerbillus simoni LC
        - Gerbille de Libye Gerbillus tarabuli LC

      - Genre : Meriones
        - Mérione du désert Meriones crassus LC
        - Mérione à queue rouge Meriones libycus LC
        - Mérione de Shaw Meriones shawi LC

      - Genre : Pachyuromys
        - Pachyuromys à queue à massue Pachyuromys duprasi LC

      - Genre : Psammomys
        - Rat de sable diurne Psammomys obesus LC
        - Psammomys vexillaris DD

    - Sous-famille :  Murinae
      - Genre : Apodemus
        - Mulot sylvestre Apodemus sylvaticus LC

      - Genre : Lemniscomys
        - Rat rayé de Barbarie Lemniscomys barbarus LC

      - Genre : Mus
        - Souris d'Afrique du Nord Mus spretus LC

  - Famille : Ctenodactylidae
    - Genre : Ctenodactylus
      - Goundi de l'Atlas Ctenodactylus gundi LC
      - Goundi du Sahara Ctenodactylus vali DD

    - Genre : Massoutiera
      - Goundi du Mzab Massoutiera mzabi LC

#### Ordre:Lagomorpha(lagomorphes)
Les lagomorphes comprend deux familles, Leporidae (lièvres et lapins), et Ochotonidae (pikas). Bien qu'ils puissent ressembler aux rongeurs, et qu'ils aient été classés en tant que super-famille dans cet ordre jusqu'au début du XXe siècle, ils ont depuis lors été considérés comme un ordre à part entière. Ils diffèrent des rongeurs sur un certain nombre de caractéristiques physiques comme le fait d'avoir quatre incisives sur la mâchoire supérieure plutôt que deux.
- Famille : Leporidae (lapins, lièvres)
  - Genre : Oryctolagus
    - Lapin européen Oryctolagus cuniculus LR/lc

  - Genre : Lepus
    - Lièvre du Cap Lepus capensis LR/lc
    - Lièvre des savanes Lepus microtis LC

#### Ordre:Erinaceomorpha(hérissons et gymnures)
L'ordre Erinaceomorpha contient une seule famille, les érinacéidés, qui comprend les hérissons et les gymnures. Les hérissons sont aisément reconnaissables par leurs énormes poils de couverture modifiés appelés piquants.
- Famille : Erinaceidae (hérissons)
  - Sous-famille : Erinaceinae
    - Genre : Atelerix
      - Hérisson d'Algérie Atelerix algirus LR/lc

    - Genre : Hemiechinus
      - Hérisson du désert Hemiechinus aethiopicus LR/lc

#### Ordre:Soricomorpha(musaraignes, taupes, et solédontes)
Les musaraignes (sensu lato) sont des mammifères insectivores. Les musaraignes et les sélodontes ressemblent beaucoup aux souris tandis que les taupes sont un peu plus courtaudes.
- Famille : Soricidae (musaraignes)
  - Sous-famille : Crocidurinae
    - Genre : Crocidura
      - Crocidure musette Crocidura russula LC
      - Crocidure de Whitaker Crocidura whitakeri LC

    - Genre : Suncus
      - Pachyure étrusque Suncus etruscus LC

#### Ordre:Chiroptera(chiroptères)
- Famille : Vespertilionidae
  - Sous-famille :  Myotinae
    - Genre : Myotis
      - Murin de Capaccini Myotis capaccinii VU
      - Murin à oreille échancrée Myotis emarginatus VU
      - Murin du Maghreb Myotis punicus DD

  - Sous-famille :  Vespertilioninae
    - Genre : Eptesicus
      - Sérotine commune Eptesicus serotinus LR/lc

    - Genre : Hypsugo
      - Pipistrelle de Savi Hypsugo savii LR/lc

    - Genre : Nyctalus
      - Grande noctule Nyctalus noctula  LR/nt
      - Noctule de Leisler Nyctalus leisleri LR/nt

    - Genre : Otonycteris
      - Oreillard d'Hemprich Otonycteris hemprichii LR/lc

    - Genre : Pipistrellus
      - Pipistrelle de Kuhl Pipistrellus kuhlii LC
      - Pipistrelle commune Pipistrellus pipistrellus LC
      - Pipistrelle de Rüppell Pipistrellus rueppelli LC

    - Genre : Plecotus
      - Oreillard de Tenerife Plecotus gaisleri  DD

  - Sous-famille :  Miniopterinae
    - Genre : Miniopterus
      - Minioptère de Schreibers Miniopterus schreibersii LC
- Famille : Rhinopomatidae
  - Genre : Rhinopoma
    - Petit rhinopome Rhinopoma cystops  LC
- Famille : Molossidae
  - Genre : Tadarida
    - Molosse d'Égypte Tadarida aegyptiaca LC
    - Molosse de Cestoni Tadarida teniotis LR/lc
- Famille : Emballonuridae
  - Genre : Taphozous
    - Taphien à ventre nu Taphozous nudiventris LC
- Famille : Nycteridae
  - Genre : Nycteris
- Famille : Rhinolophidae
  - Sous-famille :  Rhinolophinae
    - Genre : Rhinolophus
      - Rhinolophe de Blasius Rhinolophus blasii NT
      - Rhinolophe de Geoffroy Rhinolophus clivosus LC
      - Rhinolophe euryale Rhinolophus euryale VU
      - Grand rhinolophe Rhinolophus ferrumequinum LR/nt
      - Petit rhinolophe Rhinolophus hipposideros LC
      - Rhinolophe de Méhely Rhinolophus mehelyi VU

  - Sous-famille :  Hipposiderinae
    - Genre : Asellia
      - Trident du désert Asellia tridens LC

    - Genre : Hipposideros

#### Ordre:Cetacea(baleines)
L'ordre des cétacés comprend les baleines, les dauphins et les marsouins. Ce sont des mammifères totalement adaptés à la vie aquatique avec un corps lisse et fuselé, avec une couche de graisse sous-cutanée, et des membres antérieurs et une queue modifiés pour la propulsion sous l'eau.
- Sous-ordre : Mysticeti
  - Famille : Balaenopteridae
    - Genre : Balaenoptera
      - Rorqual commun Balaenoptera physalus VU
- Sous-ordre : Odontoceti
  - Famille : Delphinidae (dauphins marins)
    - Genre : Steno
    - Genre : Grampus Grampus griseus LC
    - Genre : Tursiops
      - Grand dauphin Tursiops truncatus LC

    - Genre : Stenella
      - Dauphin tacheté De l'Atlantique Stenella frontalis DD

    - Genre : Delphinus
      - Dauphin commun Delphinus delphis LR/lc

    - Genre : Feresa
    - Genre : Orcinus
    - Genre : Globicephala
      - Globicéphale commun Globicephala melas LR/lc

#### Ordre:Carnivora(carnivores)
Les carnivores comprend plus de 260 espèces, dont la plupart mangent de la viande comme élément principal de leur régime alimentaire. Ils se distinguent par une mâchoire et une denture qui leur permet de chasser et de manger d'autres animaux.
- Sous-ordre : Feliformia
  - Famille : Felidae (félins)
    - Sous-famille :  Felinae
      - Genre : Acinonyx
        - Guépard Acinonyx jubatus VU

      - Genre : Caracal
        - Caracal Caracal caracal LC

      - Genre : Felis
        - Chat des sables Felis margarita NT
        - Chat sauvage Felis silvestris LC

      - Genre : Leptailurus
        - Serval Leptailurus serval LC

    - Sous-famille :  Pantherina
      - Genre : Panthera Panthera pardus panthera

  - Famille : Viverridae (civettes, mangoustes etc.)
    - Sous-famille :  Viverrinae
      - Genre : Genetta
        - Genette commune Genetta genetta LR/lc

  - Famille : Herpestidae (mangoustes)
    - Genre : Herpestes
      - Rat des pharaons, Mangouste d'Égypte ou Mangouste ichneumon Herpestes ichneumon LR/lc

  - Famille : Hyaenidae (hyènes)
    - Genre : Hyaena
      - Hyène rayée Hyaena hyaena LR/nt
- Sous-ordre : Caniformia
  - Famille : Canidae (chiens, renards)
    - Genre : Lycaon
      - Lycaon Lycaon pictus saharicus  EN

    - Genre : Vulpes
      - Renard famélique Vulpes rueppelli DD
      - Renard roux Vulpes vulpes LC
      - Fennec ou Renard des sables du Sahara Vulpes zerda DD

    - Genre : Canis
      - Loup doré africain Canis anthus
      - Loup d’Égypte Canis lupus lupaster DD

  - Famille : Mustelidae (mustelidés)
    - Genre : Mustela
      - Belette Mustela nivalis LR/lc
      - Furet Mustela putorius furo
      - Hermine Mustela erminea LC

    - Genre : Ictonyx
      - Zorille du désert Ictonyx libyca LR/lc

    - Genre : Mellivora
      - Ratel du Cap Mellivora capensis LR/lc

    - Genre : Lutra
      - Loutre d'Europe Lutra lutra NT

  - Famille : Phocidae (phoque sans oreilles)
    - Genre : Monachus
      - Phoque moine de Méditerranée Monachus monachus CR

#### Ordre:Artiodactyla(artiodactyles)
Les artiodactyles sont des ongulés, possédant un nombre paire de doigts aux pieds, et dont le poids est supporté à parts égales par les troisième et quatrième doigts. Il existe environ 220 espèces d'artiodactyles, dont beaucoup sont d'une grande importance économique pour l'être humain.
- Famille : Suidae
  - Sous-famille :  Suinae
    - Genre : Sus
      - Sanglier Sus scrofa LR/l
- Famille : Cervidae (cervidés)
  - Sous-famille :  Cervinae
    - Genre : Cervus
      - Cerf de Barbari Cervus elaphus barbarusLR/lc
- Famille : Bovidae (bovidés)
  - Sous-famille :  Antilopinae
    - Genre : Gazella
      - Gazelle de Cuvier Gazella cuvieri EN
      - Gazelle dama Gazella dama CR
      - Gazelle dorcas Gazella dorcas VU
      - Gazelle leptocère Gazella leptoceros EN

  - Sous-famille :  Caprinae
    - Genre : Ammotragus
      - Mouflon à manchettes Ammotragus lervia VU

  - Sous-famille :  Hippotraginae
    - Genre : Addax
      - Addax ou Antilope à nez tacheté Addax nasomaculatus CR

    - Genre : Oryx
      - Oryx algazelle Oryx dammah EW

Ordre : perissodactyla
- Sous-famille : Equidae
  - Genre : Equus
    - Âne sauvage d'Afrique Equus asinus africanus CR